# Джордж Гейлорд Сімпсон
Джордж Гейлорд Сімпсон (англ. George Gaylord Simpson; 16 червня 1902 — 6 жовтня 1984) — американський палеонтолог, вивчав вимерлих ссавців і їхні міжконтинентальні міграції.

## Праці
Сімпсон був, можливо, найбільш впливовим палеонтологом XX ст. Він ввів в 1949 р. термін синтетична теорія еволюції, що позначає теорію, яка об'єднала принципи спадкування, виражені в законах Менделя і еволюційне вчення Дарвіна. Його внесок у цю теорію виражений в книгах Tempo and Mode in Evolution (1944) і Principles of Classification and a Classification of Mammals (1945).
Серед іншого слід відзначити передбачення Сімпсоном в 1944 році теорії переривчастої рівноваги (Сімпсон ввів термін квантова еволюція) і розвінчання міфу про те, що еволюція коня протікала лінійно, з сучасним конем як кінцевим результатом.
Сімпсон займав пост професора зоології в Колумбійському університеті і куратора департаменту геології і палеонтології в Американському музеї природної історії в Нью-Йорку з 1945 по 1959 рік.
З 1959 по 1970 рік Сімпсон займав пост куратора Музею порівняльної зоології в Гарварді.

## Нагороди
- Медаль Дарвіна,
- Медаль Мері Кларк Томпсон (1943),
- Медаль Пенроуза (1952).

## Книги Дж. Сімпсона
- Attending Marvels (1931)
- Mammals and Land Bridges (1940)
- Tempo and Mode in Evolution (1944)
- The Meaning of Evolution (1949)
- Horses (1951)
- Evolution and Geography (1953)
- The Major Features of Evolution (1953)
- Life: An Introduction to Biology (1957)
- Principles of Animal Taxonomy (1961)
- This View of Life (1964)
- The Geography of Evolution (1965)
- Penguins (1976)
- Concession to the Improbable (1978)
- Splendid Isolation (1980)
- The Dechronization of Sam Magruder (posthumously published novella, 1996)

## Носміпс
На честь Сімпсона був названий новий вид приматів, виявлений в 2010 р. в еоценових відкладеннях Фаюма (Єгипет) — Nosmips aenigmaticus.

## Ресурси Інтернету
- George Gaylord Simpson [Архівовано 1 лютого 2009 у Wayback Machine.] — full and comprehensive biography by L. F. Laporte
- George Gaylord Simpson [Архівовано 24 серпня 2009 у Wayback Machine.] — biographical sketch from The Stephen Jay Gould Archive
- George Gaylord Simpson [Архівовано 12 лютого 2009 у Wayback Machine.] — a short biography from the PBS Evolution website
- George Gaylord Simpson Papers American Philosophical Society]
- George Gaylord Simpson — Open Library